# Görsdorf bei Storkow
Görsdorf bei Storkow (niedersorbisch Górice), auch Görsdorf b. Storkow, Görsdorf b Storkow oder Görsdorf (b Storkow), ist ein Ortsteil der Stadt Storkow (Mark) im Brandenburger Landkreis Oder-Spree; er liegt im Naturpark Dahme-Heideseen. Görsdorf war bis zum 26. Oktober 2003 eine selbständige Gemeinde.

## Geographische Lage
Görsdorf bei Storkow liegt knapp 6,5 km Luftlinie westsüdwestlich der Kernstadt Storkow (Mark). Die Gemarkung grenzt im Norden an Klein Schauen, im Nordosten und Osten an Groß Schauen, im Süden an Selchow, die drei genannten Orte sind Ortsteile der Stadt Storkow (Mark), im Südwesten an Streganz und im Westen an Kolberg, die zwei letzteren Orte sind Ortsteile der Gemeinde Heidesee schon zum Landkreis Dahme-Spreewald gehörend. Görsdorf grenzt im Nordwesten an den Wolziger See, der aber fast vollständig zu Blossin (ebenfalls ein Ortsteil von Heidesee) gehört, und hat somit auch eine Grenze zu Blossin. Görsdorf ist von der Kernstadt Storkow (Mark) über die L391 zu erreichen. Parallel dazu verläuft etwas weiter südlich ein Verbindungsweg zwischen Görsdorf und Klein Schauen.
Auf der Gemarkung liegen der Kutzingsee und der Grunewaldsee. Das Köllnitzer Fließ aus dem Groß Schauener See durchfließt den Grunewaldsee und mündet im Wolziger See. Im Ortsbereich nimmt es den Laichgraben auf, der aus dem Ziestsee kommend, den Kutzingsee durchfließt, bevor er in das Köllnitzer Fließ mündet. Der Kutzingsee nimmt ein weiteres, von Südosten kommendes namenloses Fließ auf. Im Süden der Gemarkung liegt die höchste Erhebung mit 50 m.
Am 1. Januar 2013 lebten 370 Menschen im Ortsteil; zu Görsdorf gehört auch der Gemeindeteil Busch.

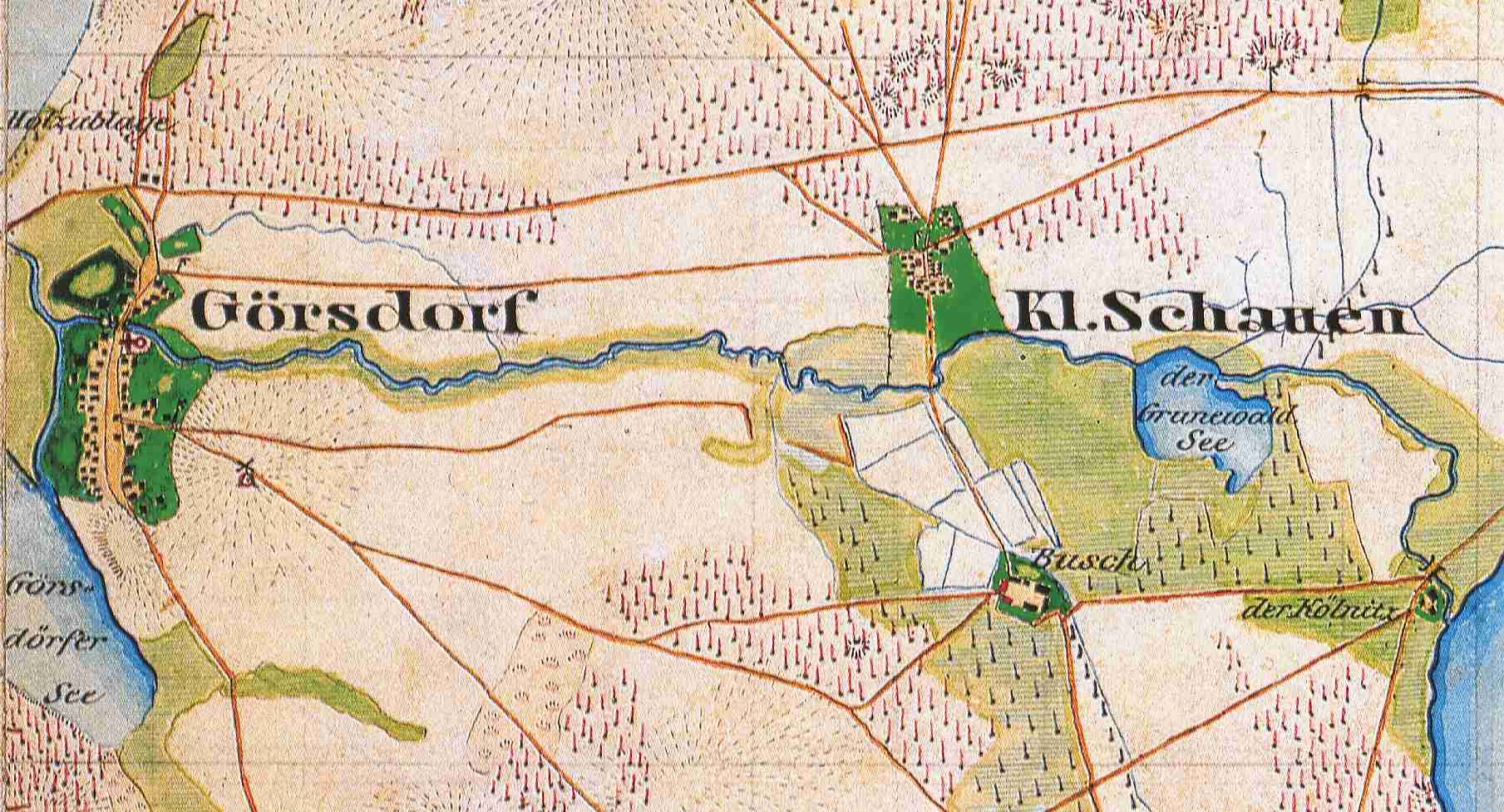
Görsdorf auf dem Urmesstischblatt 3749 Storkow von 1844

Bevölkerungsentwicklung von 1818 bis 2011 (leider differieren die Bevölkerungszahlen von Historischem Ortslexikon und Historischem Gemeindeverzeichnis Ende 19./Anfang 20. Jahrhundert; letztere Zahlen sind daher in Klammern gesetzt)
| Jahr      | 1784 | 1801 | 1817 | 1837 | 1858 | 1875  | 1895 | 1910  | 1925      | 1939 | 1946 | 1950 | 1964 | 1971 | 1981 | 1991 | 2001 | 2011 | 2021 |
| Einwohner | 122  | 141  | 151  | 206  | 195  | (243) | 173  | (265) | 224 (280) | 268  | 488  | 436  | 323  | 297  | 398  | 403  | 558  | 570  | 468  |

## Geschichte

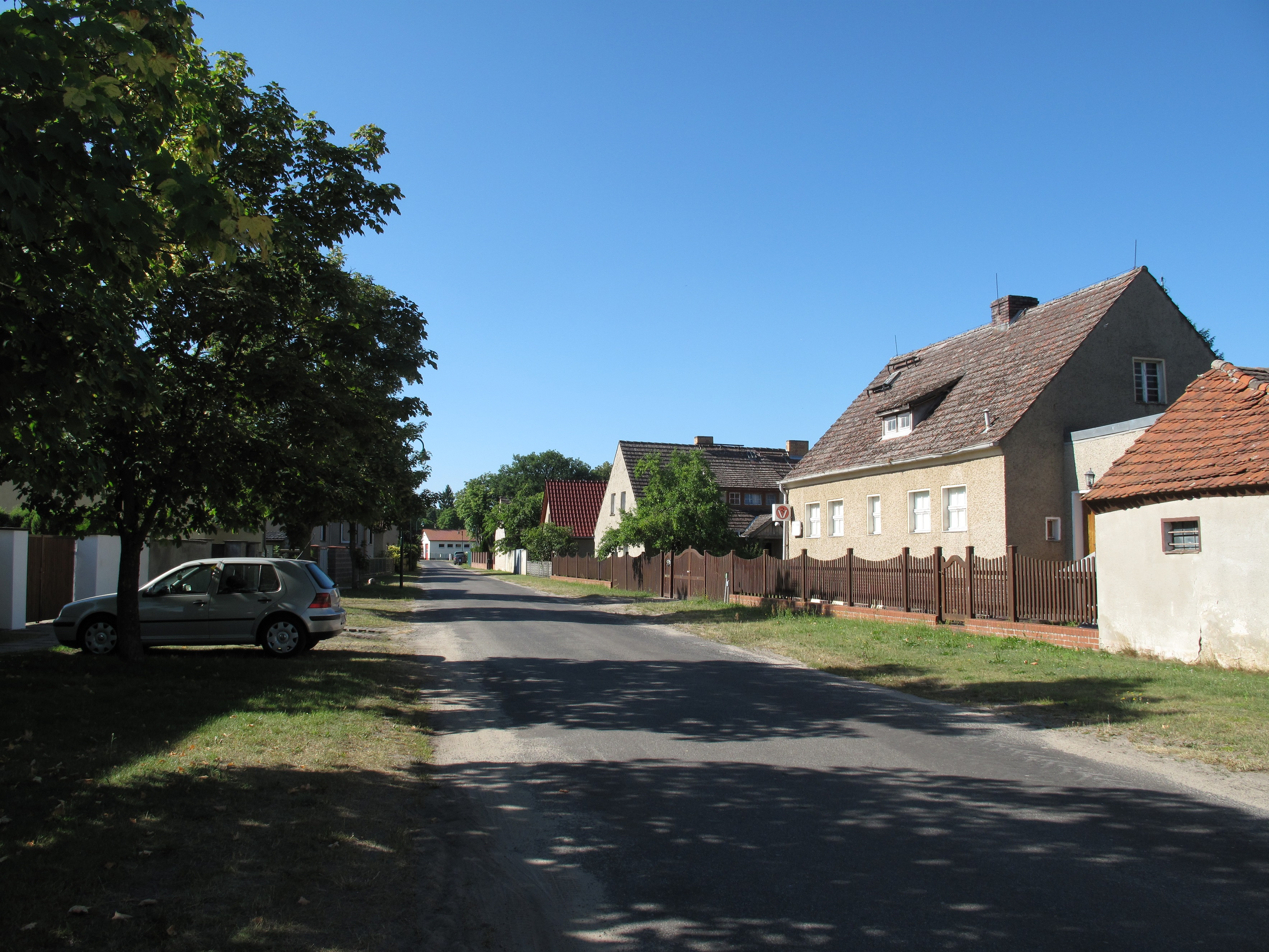
„Zum Kutzingsee“, die zentrale Dorfstraße

Görsdorf wird in einer Urkunde vom 2. Mai 1209 als Jerosdorp zusammen mit dem Fließ Kelnizle (Köllnitzer Fließ) in einer Schenkungsurkunde 1209 erstmals erwähnt. Die Urkunde stammt nach Schrift und Duktus aus späterer Zeit, geht jedoch nach derzeitiger Ansicht der Forschung auf eine echte Urkunde zurück. Der Ortsname ist von einem Gründer (Lokator) abgeleitet, dessen Namen mit der Silbe „Ger“ begann, z. B. Gerhard, Gerwart, Gernot, Gerold etc. Diese Namen enthalten das Grundwort *ger = Speer. Jero/Gero ist eine Kurzform oder Koseform von einem dieser Namen. Später wird der Ort 1321 Gerstorf, 1436 Gerysdorff und 1494 Gerstorff genannt.

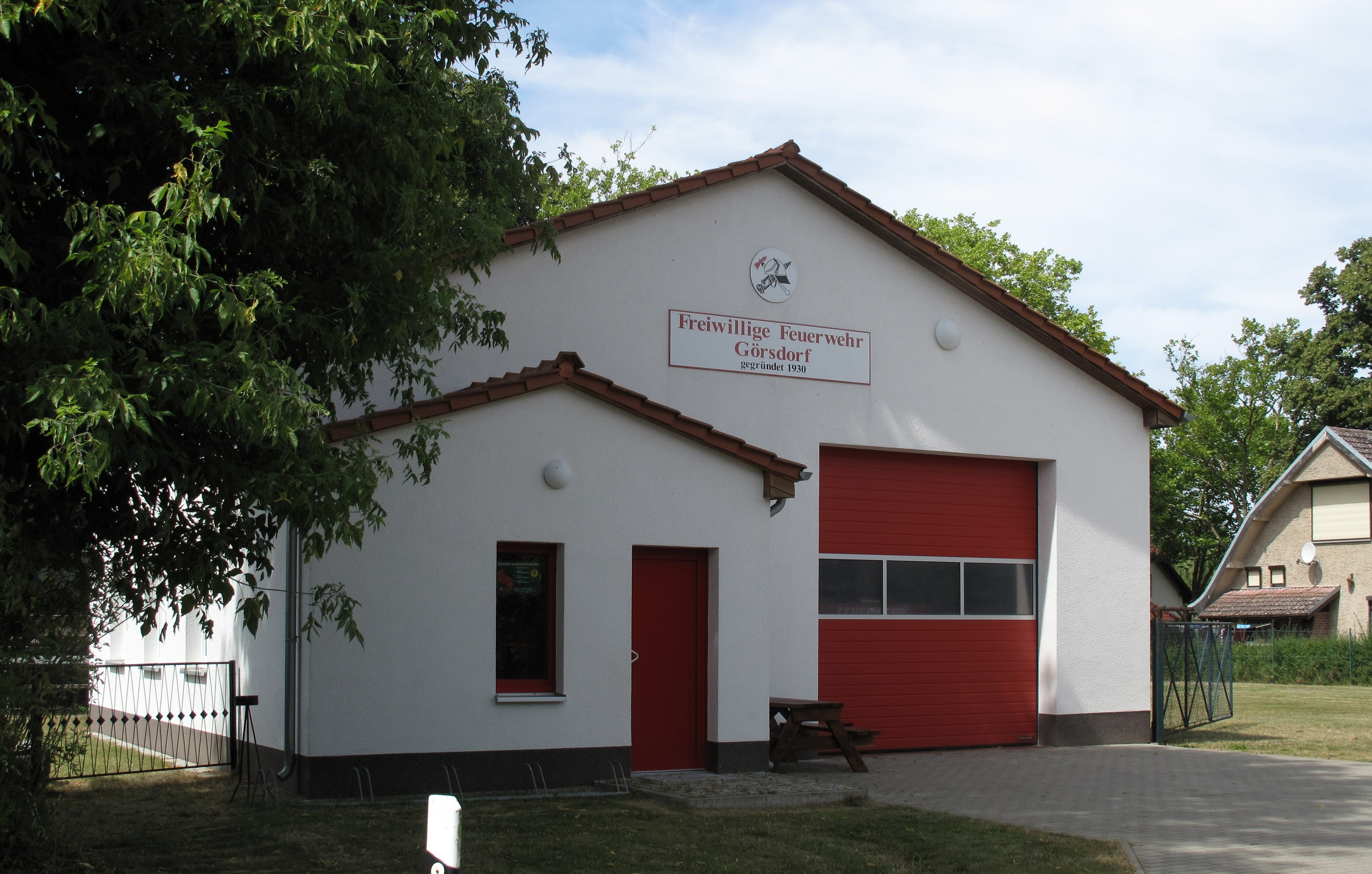
Feuerwehrhaus

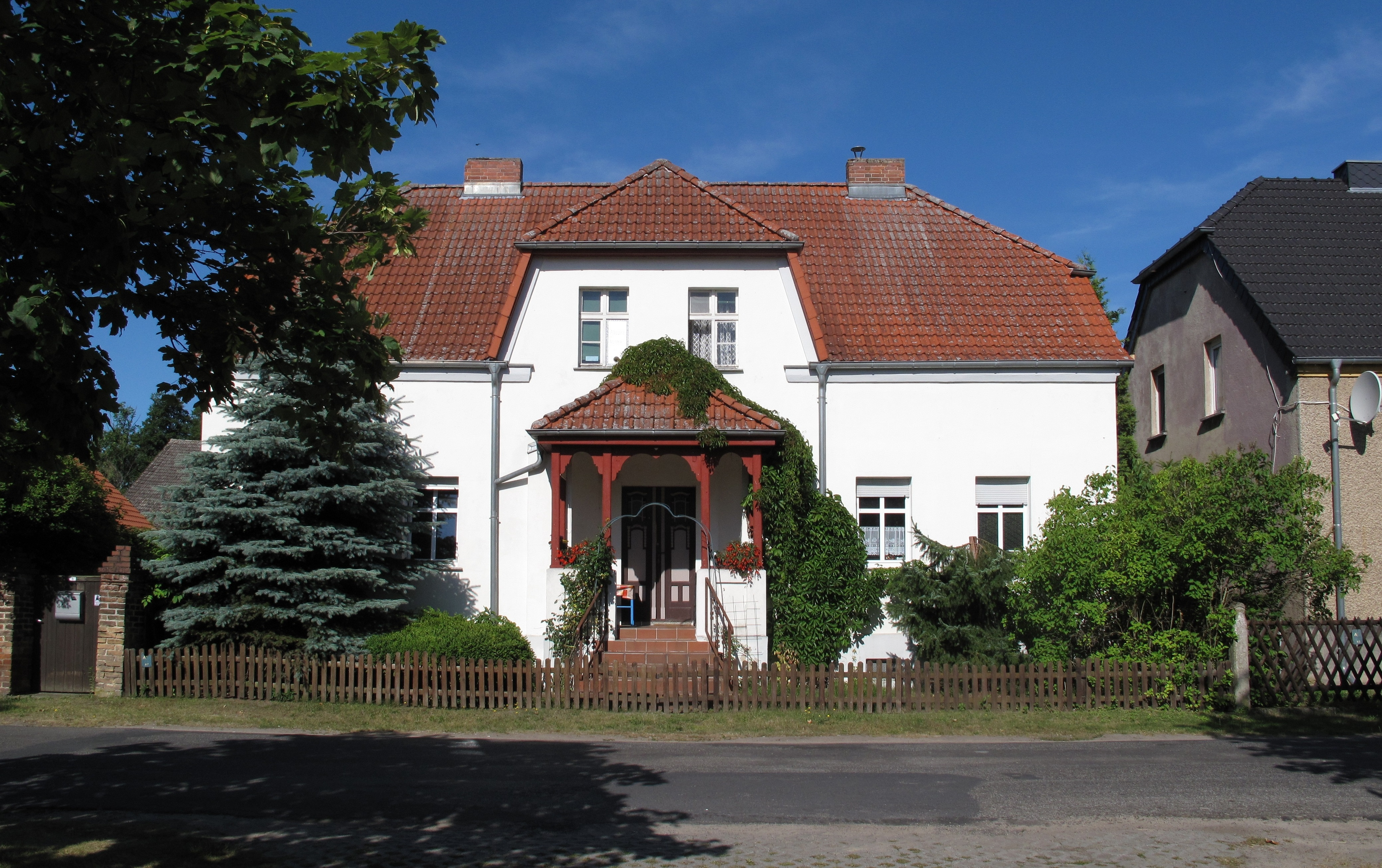
„Zum Kutzingsee 44“. Schön renoviertes, älteres Haus an der Dorfstraße

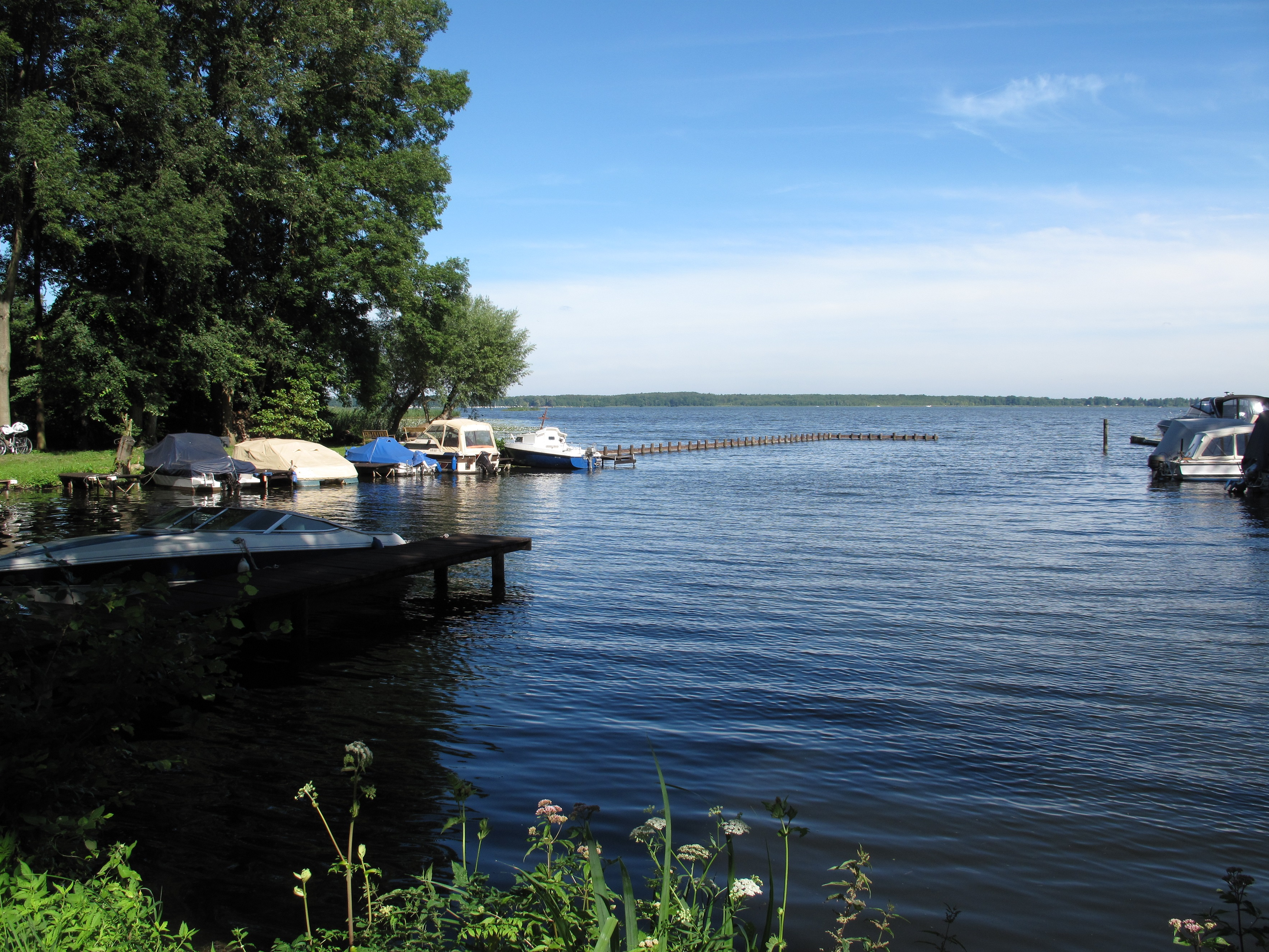
Wolziger See, von der Einmündung des Köllnitzer Fließes aus gesehen

Das Dorf war im Mittelalter im Besitz mehrerer Adelsgeschlechter. Die von Löschebrand sind hier 1321 erstmals nachweisbar und besaßen anfangs das halbe und seit 1494 das gesamte Dorf, bis sie es 1559 verkauften. Bereits 1452 wird die Wassermühle von Görsdorf erstmals erwähnt. 1576 lebten fünf Bauern, zehn Kossäten und drei Häusler in Görsdorf. 1600 wurden von den Bauern zehn Hufen bewirtschaftet; zum Rittergut gehörte sechs Hufen. Außerdem wohnten zehn Kossäten, ein Müller und ein Hirte im Dorf. Der Dreißigjährige hatte Görsdorf wohl schwer getroffen, denn 1692 waren die fünf Bauerngüter (à 2 Hufen) immer noch wüst. Im Dorf lebten zehn Kossäten, ein Schmied, ein Hirte, ein Pachtschäfer und ein Müller. Die Wassermühle hatte einen Gang. 1727 hatte das Dorf 20 Hufen. 1745 war neben der Wassermühle eine Windmühle entstanden. Es gab einen Weinberg, im östlichen Teil der Gemarkung war ein Vorwerk aufgebaut worden, die Buschmeierei oder einfach nur Busch genannt. 1775 lebten fünf Bauern, fünf Kossäten und 16 Büdner; insgesamt gab es 21 Feuerstellen. 1801 wohnten fünf Bauern, fünf Kossäten, neun Einlieger, ein Krüger, ein Wassermüller und ein Windmüller. Das Dorf zählte 20 Bauernhufen und 6 Ritterhufen. Es gab 23 Feuerstellen. 1810 wurde die Buschmeierei in Erbpacht verkauft. Es ging an den Kammerrat Kiekebusch für eine jährliche Pacht von 475 Talern und ein einmaliges Erbstandsgeld von 2600 Talern. 1837 war das Dorf auf 29 Wohnhäuser angewachsen. 1858 gab es 2 öffentliche Gebäude, 29 Wohngebäude und 46 Wirtschaftsgebäude. 1900 gab es 30 Häuser, 1931 54 Wohnhäuser. 1930 gründete sich die Freiwillige Feuerwehr.
Nach dem Zweiten Weltkrieg bildete sich bereits 1956 eine erste LPG des Typs III („Glück auf“). Die Arbeiterinnen und Arbeiter eines Öffentlichen Landwirtschaftsbetriebes und eines Einzelbauern, insgesamt sieben Mitglieder bewirtschafteten von da an gemeinsam eine landwirtschaftliche Nutzfläche von 49,63 ha. 1957 bildete sich eine zweite LPG vom Typ I („Neues Deutschland“) mit zunächst drei Mitgliedern und 59 ha landwirtschaftlicher Nutzfläche. Diese schloss sich 1960 der LPG Typ III „Glück auf“ an. 1960 bildete sich im damaligen Ortsteil Busch eine neue LPG Typ I („Vorwärts“) mit acht Mitgliedern und 90 ha landwirtschaftlicher Nutzfläche. 1960 hatten sich bereits 20 Betriebe der LPG angeschlossen. Insgesamt hatte die LPG 45 Mitglieder und bewirtschaftete 340 ha Nutzfläche. In diesem Jahr wurde auch der erste größere Kuhstall für 85 Kühe in Busch errichtet. 1963 folgte ein Schweinestall für 200 Mastschweine. 1969 wurden die beiden LPG's miteinander vereinigt. 1970 wurde auch die LPG Klein Schauen („Frohe Zukunft“) angeschlossen. 1971 wurde eine große Schweinemastanlage für 540 Mastschweine gebaut, die ZBE (Zentrale Betriebseinheit) Schweinemast. 1975 schlossen sich die LPG's Selchow und Görsdorf zusammen (als LPG Selchow). In Görsdorf entstand eine Kooperative Abteilung Pflanzenproduktion (KAP). Im damaligen Ortsteil Busch befand sich die Milchviehanlage der LPG Selchow.

## Politische Geschichte
1321 gehörte das Dorf der Adelsfamilie v. Löschebrand, die in den Herrschaften Beeskow und Storkow begütert war. 1416 hatten die v. Queis auf Groß Schauen das halbe Dorf inne, so auch 1436. 1436 war Cunratt Leschebrandt zu Gerßdorf geseßen Zeuge einer Urkunde, die Hans v. Biberstein und Friedrich und Wenzel seine Söhne für Hans Langen auf Pretschen ausstellten. Um diese Zeit entstanden die Wandmalereien in der Kirche von Görsdorf, unter der Nordempore drei Wappen der v. Queis. 1452 erscheinen die Brüder Seifert, die „Lewenwalder“ als Besitzer einer Hälfte des Dorfes und der halben Mühle. 1463 sind aber sowohl die v. Queis wie auch die v. Löschebrand wieder im Besitz von je einer Hälfte von Görsdorf. Schon um diese Zeit muss ein Wohnsitz der v. Queis im Dorf entstanden sein, denn 1463 gehörte der Familie Queis auf Görsdorf gesessen in Kummersdorf ein Hufe bzw. die Abgaben von dieser Hufe, 1492 die Abgaben von 1½ Hufen bzw. wieder von einer Hufe (1494). 1486 erneuerte der brandenburgische Markgraf Johann Cicero das Lehen des Hans v. Queis zu Cottbus und seiner Brüder Jorgen, Heinrich und Christoff zu Görsdorf gesessen. 1494 konnten die v. Queis, vermutlich die drei obigen Brüder auch die Hälfte der v. Löschebrand erwerben. 1494 hatten die v. Queis in Görsdorf bei Storkow gesessen im Dorf Friedersdorf (heute Ortsteil der Gemeinde Heidesee im Landkreis Dahme-Spreewald) einen kleinen Besitzanteil, die Abgaben von zwei Bauern und zwei Kossäten, den sie von den v. Löschebrand erworben hatten. 1518 hatte Georg v. Queis sogar vier Bauern und zwei Kossäten. 1518 waren neun Seen in der Herrschaft Storkow an den Georg v. Queis verpfändet. 1555 hatte Andreas v. Queis Görsdorf inne.
Die v. Queis konnten Görsdorf bei Storkow bis 1559 behaupten. In diesem Jahr verkauften sie das Dorf an die v. Schlabrendorf, die bis 1586 im Besitz von Görsdorf blieben. Danach erscheinen als Besitzer von Görsdorf die v. Maltitz, die Görsdorf bis 1675 innehatten. Von 1675 bis 1730 gehörte das Dorf den v. Steinkeller zu Krügersdorf. 1730 kaufte der damalige brandenburgische Kurfürst und König in Preußen Friedrich Wilhelm I. das Dorf Görsdorf dem Christian Ernst Steinkeller ab und legte es dem Amt Blossin zu, das er 1729 mit dem Erwerb des Dorfes Blossin geschaffen. Das Amt Blossin selber gehörte zur Herrschaft Königs Wusterhausen. 1810 wurde das Amt Blossin in ein Rentamt umgewandelt und 1829 mit dem Amt Königs Wusterhausen vereinigt und aufgelöst.
Görsdorf gehörte im Mittelalter zur Herrschaft Storkow, die Besitzer des Dorfes waren Vasallen der jeweiligen Herren der Herrschaft. 1518 verpfändeten die v. Bieberstein die Herrschaft Storkow (und auch Beeskow) an den Bischof von Lebus. 1551 starb die Familie der Biebersteiner im Mannesstamm aus, und deren böhmische Lehen fielen nun an den böhmischen König Ferdinand I. zurück. Der wollte die Pfandherrschaft der Bischöfe von Lebus auf die Herrschaften Beeskow und Storkow zunächst nicht verlängern, die Verhandlungen über Ausgleichszahlungen zogen sich aber hin. 1556 starb Johann VIII., der Bischof von Lebus. Nachfolger wurde Joachim Friedrich, der das Pfand über die Herrschaften Beeskow und Storkow seinem Onkel, Kurfürst Johann von Küstrin für 45.000 rheinische Guldenweiter verkaufte. Nach weiteren Zahlungen erhielt Kurfürst Johann Georg 1575 die beiden Herrschaften als erbliches Lehen. Die böhmische Oberlehensherrschaft blieb jedoch nominell bis 1742 bestehen.
Aus den Herrschaften Beeskow und Storkow entwickelte sich der Landkreis Beeskow-Storkow, der bis 1950 Bestand hatte. Dieser wurde unter anderem Zuschnitt zunächst in Kreis Fürstenwalde umbenannt, bevor in der umfassenden Kreisreform von 1952 der Kreis Beeskow entstand. Das Vorwerk Busch war nie eigenständige Gemeinde, sondern gehörte immer zu Görsdorf. 1931 wurde Busch als Wohnplatz bezeichnet, 1957 und 1973 wird Busch als Ortsteil bezeichnet. 1974 wurde Klein Schauen nach Görsdorf eingemeindet. 1992 schloss sich Görsdorf mit 12 anderen Gemeinden und der Stadt Storkow (Mark) zum Amt Storkow (Mark) zusammen. Am 6. Dezember 1993 wurde der Kreis Beeskow mit der kreisfreien Stadt Eisenhüttenstadt und den Landkreisen Eisenhüttenstadt und Fürstenwalde zum Landkreis Oder-Spree fusioniert. Letzter Bürgermeister der selbstständigen Gemeinde Görsdorf bei Storkow war Volker Buschmann. Durch Gesetz vom 24. März 2003 wurde die Gemeinde Görsdorf als Ortsteil in die Stadt Storkow eingegliedert.
Ortsvorsteher von 2008 bis 2013 war Wilfried Lengert.

## Denkmale und Sehenswürdigkeiten
Die Denkmalliste des Landes Brandenburg für den Landkreis Dahme-Spreewald verzeichnet ein Baudenkmal und folgende Bodendenkmale:

### Baudenkmal
- Dorfkirche Görsdorf: die spätgotische Rechteckkirche aus Feldsteinen besitzt einen westlichen Dachturm in Fachwerk. Im Innern finden sich an Nord- und Südwand des Chors Wandmalereien aus der Zeit um 1430. Die Taufschale aus Zinn und ein Leuchterpaar stammen von 1674. Vor dem Westeingang ist ein gusseisernes Grabmal für W.L.H. Wahrenbrück erhalten, der 1819 verstorben ist[22].

### Naturdenkmale
Auf der Gemarkung Görsdorf sind folgende Naturdenkmale vorhanden:
- fünf Sommerlinden an der oberen Dorfstraße
- Stieleiche in der Ortsmitte
- Grunewaldsee (Flächennaturdenkmal)

### Bodendenkmale
- Nr. 90379, Flur 1: Siedlung der römischen Kaiserzeit
- Nr. 90541, Flur 1: Siedlung der Urgeschichte
- Nr. 90542, Flur 2: Rast- und Werkplatz des Mesolithikum
- Nr. 90543, Flur 1: eine Siedlung der Steinzeit
- Nr. 90544, Flur 1: der Dorfkern des deutschen Mittelalter, Dorfkern der Neuzeit, eine Siedlung der Bronzezeit
- Nr. 90552, Flur 3: eine Siedlung des slawischen Mittelalter
- Nr. 90553, Flur 3: eine Siedlung der Bronzezeit, eine Siedlung der Urgeschichte
- Nr. 90554, Flur 3: eine Siedlung der Urgeschichte
- Nr. 90692, Flur 3 (Görsdorf), Flur 2 (Klein Schauen): Dorfkern deutsches Mittelalter, Dorfkern Neuzeit, Einzelfund Neolithikum
- Nr. 90697 Flur 1 (Görsdorf), Flur 1 (Klein Schauen): Rast- und Werkplatz des Mesolithikum, eine Siedlung der Urgeschichte

## Persönlichkeiten
- Annemarie von Nathusius (1874–1926), Schriftstellerin, wohnte 1921 auf dem Birkenhof bei Görsdorf[24]
- Linda Teuteberg (* 1981), deutsche Politikerin (FDP), aufgewachsen in Görsdorf